# Rodolfo Bonifacio
Rodolfo Bonifacio (* 24. Februar 1940 in Messina; † 1. November 2016 in Rom) war ein italienischer Physiker, der sich mit Lasern und Optik befasste.
Bonifacio studierte an der Universität Mailand mit dem Abschluss bei Piero Caldirola 1964. Als Post-Doktorand war er an der Harvard University bei Roy Glauber. Danach war er Professor in Mailand. Außerdem war er in der Sektion Mailand des Istituto Nazionale di Fisica Nucleare (INFN). 2015 wurde er emeritiert.
Er war Gastprofessor und Gastwissenschaftler am Lawrence Berkeley National Laboratory, Stanford Linear Accelerator Center und Brookhaven National Laboratory.
Im Rahmen ihrer Untersuchung der nichtlinearen Wechselwirkung eines elektromagnetischen Pulses mit einem Ensemble von Zwei-Niveau-Atomen leitete er mit Tito Arecchi die Maxwell-Bloch-Gleichungen ab. 1970 entwickelte er mit Paolo Schwendimann und Fritz Haake eine klassische und quantentheoretische Theorie kooperativer spontaner Emission und prägte den Namen Superfluoreszenz. Mit Luigi Lugiato beschrieb er später oszillierende Superfluoreszenz, was experimentell bestätigt wurde. Außerdem entwickelte er mit Lugiato eine Molekularfeldtheorie optischer Bistabilität mit Beschreibung der Photonenstatistik und sie entwickelten eine exakte Theorie optischer Bistabilität in einem Ringresonator mit später experimentell bestätigter Vorhersage optischer Selbstpulse (optical selfpulsing).
1982 beschrieb er mit Federico Casagrande und Giulio Casati ein Modell des Freie-Elektronen-Lasers (FEL). Sie sagten einen Phasenübergang erster Ordnung zum Laserbetrieb für kritische Werte des magnetischen Wiggler-Feldes und der Elektronendichte voraus.
In den 1990er Jahren untersuchte er die Wechselwirkung kalter atomarer Gase mit Licht und entwickelte die Theorie des Collective Atomic Recoil Laser (CARL, 1994), bei dem sowohl interne atomare Zustände als auch die Bewegung der Atome eine Rolle spielen (so dass er Erfahrungen sowohl aus der Theorie konventioneller Laser und FEL verwenden konnte). Das wurde als Superradiant Rayleigh Scattering (SRyS) beobachtet sowohl bei gewöhnlichen kalten Atomgasen als auch bei Bose-Einstein-Kondensaten (BEC). Letztere regten eine Erweiterung des CARL-Modells an, das auch den atomaren Rückstoß bei Photonenemission einbezog, was Bonifacio in den 2000er Jahren dazu bewog, ein mögliches neues Regime des FEL zu untersuchen (Quantum FEL, QFEL) aufbauend auf Arbeiten von Giuliano Preparata Ende der 1980er Jahre. Er sah darin eine mögliche Kompaktquelle für kohärente Gammastrahlung.
Er befasste sich auch mit der Natur und Quantisierung der Zeit.
1987 erhielt er die Albert A. Michelson Medal mit Luigi A. Lugiato und 1994 die Einstein Medal der Society for Quantum Optics and Quantum Electronics.